# Тамара Гвердцители
Тамара Гвердцители (на грузински: თამარ გვერდწითელი; на руски: Тамара Гвердците́ли) е грузинско-руска певица и актриса.
Тя е родена на 18 януари 1962 година в Тбилиси. От ранна възраст пее в детския ансамбъл Мзиури, след което завършва композиция в Тбилиската консерватория. Придобива популярност през 80-те години с изпълнения на поп музика, по-късно започва да пее и опера.
1. ↑  Гвердцители Тамара Михайловна — биография певца, личная жизнь, фото, музыка